# Bernardo Tesauro
Bernardo Tesauro (Napoli, 1440 – Napoli, 1500) è stato un pittore italiano del periodo rinascimentale.

## Biografia
Era un parente di Filippo Tesauro e Raimo Epifanio Tesauro. Fu allievo di Silvestro Buono e dipinse un'Assunzione della Vergine per la chiesa di San Giovanni Maggiore a Napoli. 
Dipinse anche affreschi nella cappella di Sant'Aspreno nel Duomo di Napoli e i Sette Sacramenti nel soffitto della Cappella Pappacoda. La scena del matrimonio rappresenta Ferdinando II di Napoli che sposa Ippolita Maria Sforza.